# ماگنوس کاتو
ماگنوس کاتو (انگلیسی: Magnus Cato؛ زادهٔ ۳۰ ژوئن ۱۹۶۷) بازیکن هندبال اهل سوئد است.